# Nicolae Pălăngeanu
Nicolae Pălăngeanu (n. 18 martie 1899, Piatra-Neamț, Neamț, România – d. 21 aprilie 1950, București, România) a fost un general român care a luptat în cel de-al Doilea Război Mondial.
A fost decorat la 7 noiembrie 1941 cu Ordinul Militar „Mihai Viteazul”, cl. III-a „pentru energia și distincția cu care a co[n]dus serviciul de Stat Major al Armatei în operațiuni, cum și pentru destoinicia cu care a condus în lupte Divizia, a cărei comandă i s'a încredințat în urma unor defecțiuni petrecute la această Divizie”.
Generalul de brigadă Nicolae Pălăngeanu a fost numit în 23 ianuarie 1942 în funcția de prefect al Poliției Capitalei, înlocuindu-l pe generalul Radu Gherghe.
După instalarea guvernului Petru Groza generalul de divizie Nicolae Pălăngeanu a fost trecut din oficiu în poziția de rezervă, alături de alți generali, prin decretul nr. 860 din 24 martie 1945, invocându-se legea nr. 166, adoptată prin decretul nr. 768 din 19 martie 1945, pentru „trecerea din oficiu în rezervă a personalului activ al armatei care prisosește peste nevoile de încadrare”.

## Decorații
- Ordinul „Coroana României” în gradul de Comandor (8 iunie 1940)[5]
- Ordinul Militar „Mihai Viteazul”, cl. III-a (7 noiembrie 1941)[2]